# Cá Hồi Hoang
Cá Hồi Hoang là một ban nhạc alternative rock người Việt Nam được thành lập vào năm 2013 bởi giọng ca Thành Luke (Nguyễn Viết Thành) và tay guitar Nguyễn Thanh Minh. Năm 2014, ban nhạc đã phát hành album đầu tay mang tên Chương II và kết nạp thêm Bùi Khắc Đạt và Lê Đặng Hiếu vào nhóm. Năm 2016, Cá Hồi Hoang ra mắt album thứ 2 có nhan đề Giấc.mơ.giấy, tiếp đó là album kép Gấp–Gấp gáp: Có cần phải có lý không? lần lượt vào các năm 2017 và 2018. Cũng vào năm 2017, Lê Đặng Hiếu rời nhóm để theo đuổi con đường nghệ thuật riêng. Đội hình của nhóm gồm có Thành Luke (hát chính), Thanh Minh (lead guitar, hát bè, thủ lĩnh). Album Hiệu Ứng Trốn Chạy được phát hành vào năm 2019, kèm với đó là các tour diễn xuyên Việt F(x) qua nhiều thành phố lớn như Thành phố Hồ Chí Minh, Hà Nội, Đà Nẵng, Huế và Cần Thơ. Sau đó ban nhạc tiếp tục phát hành các album Ngày Ấy Và Sau Này (2021) và Chúng Ta Đều Muốn Một Thứ (2023). Tháng 6 năm 2023, nhóm tuyên bố ngừng hoạt động sau 10 năm hoạt động.
Kể từ khi được thành lập cho đến nay, Cá Hồi Hoang đã gây được tiếng vang lớn trong cộng đồng nhạc indie/underground ở Thành phố Hồ Chí Minh nói riêng và thị trường nhạc Việt Nam nói chung, đồng thời được nhiều ấn phẩm về nhạc Việt đánh giá cao. Cá Hồi Hoang đã được vinh danh ở hạng mục "Nghệ sĩ underground có hoạt động nổi bật" của WeChoice Awards 2019. 

## Lịch sử hoạt động

### Thành lập (2013)
Hai thành viên sáng lập nhóm, Thành Luke (Nguyễn Viết Thành) và Nguyễn Thanh Minh vốn xuất thân là học sinh của Trường trung học phổ thông chuyên Thăng Long, Đà Lạt. Họ có chung niềm đam mê âm nhạc từ bé, mà đặc biệt là các ban nhạc rock nên đã cùng nhau sáng tác và phối khí. Năm 2007, một nhóm nhạc trung học được cả hai thành lập cùng 3 thành viên khác với tên gọi Dép Tổ Ong; nhóm đã sáng tác được 2 album phòng thu Tất cả chỉ là bắt đầu và Bản thu hỏng trong 5 năm hoạt động trước khi bị tan rã. Tháng 9 năm 2013, Thành Luke và Minh đã lập nên một ban nhạc mới lấy tên là Cá Hồi Hoang (Wild Salmon) – tên một nhân vật truyện tranh trong bộ truyện Lucky Luke mà họ yêu thích khi còn nhỏ.

### 2014–19:Chương II,Gấp,Gấp gáp: Có cần phải có lý không?vàHiệu ứng trốn chạy
Năm 2014, Cá Hồi Hoang phát hành album đầu tay mang tên Chương II và bán ra 400 đĩa CD. Trong thời gian này họ đã tuyển thêm Bùi Khắc Đạt vào vị trí chơi guitar bass, và sau đó là Lê Đặng Hiếu vào vị trí chơi guitar. Năm 2016, nhóm cho ra đời dự án album thứ 2 có tên là Giấc.mơ.giấy. Nội dung của album tập trung vào "những bế tắc, khó khăn trong quá trình thực hiện giấc mơ của những người trẻ" và đĩa nhạc đã tiêu thụ được 800 đĩa CD, tức gấp đôi so với album đầu tay. Liên tiếp vào các năm 2017 và 2018, ban nhạc lần lượt cho phát hành dự án album thứ 3 – một album kép chia làm 2 phần là Gấp và Gấp gáp: Có cần phải có lý không?. Gấp nhanh chóng được khán giả hưởng ứng tích cực và đem về cho họ hơn 1000 đĩa CD. Cũng trong năm 2017, Hiếu rời nhóm để theo đuổi con đường nghệ thuật riêng, làm cho đội hình của ban nhạc chỉ còn lại 3 người.
Năm 2019, Cá Hồi Hoang cho ra mắt dự án album phòng thu thứ 4, lấy nhan đề Hiệu Ứng Trốn Chạy. Ban nhạc cũng cho ra mắt 5 đĩa đơn trích từ album gồm có "5AM", "Acid8", "Bin", "Cô Ấy", và "Hiệu Ứng Trốn Chạy" – ca khúc trùng tựa album. Cũng trong năm đó, Cá Hồi Hoang đã khởi động một tour diễn xuyên Việt lấy tên là F(x) tại quê nhà Đà Lạt và nhiều đô thị lớn như Buôn Ma Thuột, Hà Nội, Cần Thơ, Huế và Đà Nẵng, với 6000 khán giả tham dự. Tour diễn chính thức khép lại tại thành phố Hồ Chí Minh với đêm diễn cuối mang tên "Fx Tour Sài Gòn – Hiệu ứng cuối cùng".

### 2020–2023:Ngày Ấy và Sau Này,Chúng Ta Đều Muốn Một Thứvà tan rã

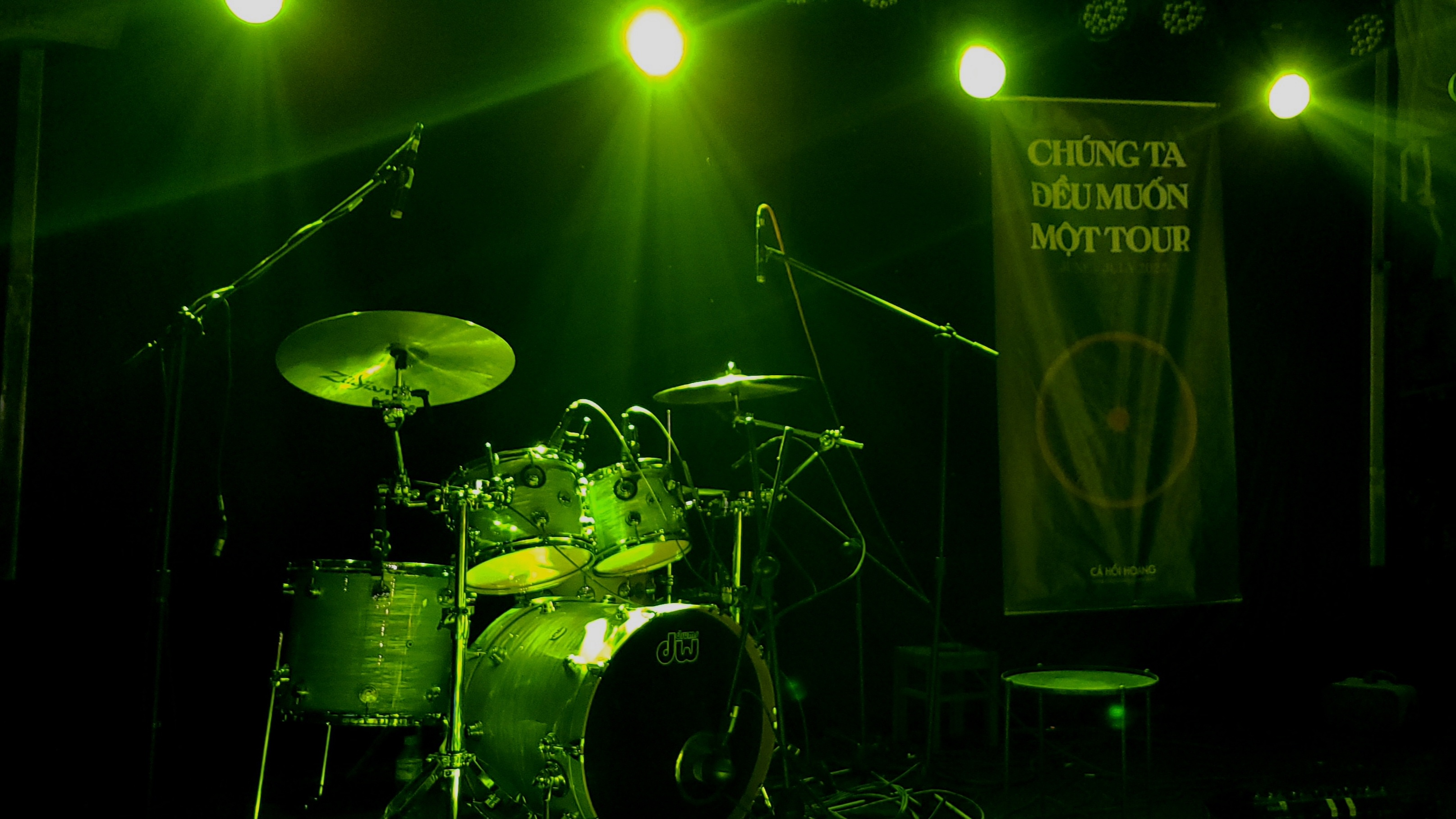
Sân khấu của đêm diễn trong tour diễn cuối Chúng ta đều muốn một tour.

Ngày 14 tháng 5 năm 2021, Cá Hồi Hoang phát hành album Ngày Ấy Và Sau Này, sau khi thực hiện album trong quãng thời gian đại dịch. Ngày 8 tháng 1 năm 2023, Cá Hồi Hoang thông báo trên trang fanpage rằng tay bass Bùi Khắc Đạt đã rời nhóm, làm đội hình chỉ còn hai thành viên là Thành Luke và Thanh Minh. Ngày 7 tháng 4 năm 2023, nhóm cho ra mắt album Chúng Ta Đều Muốn Một Thứ.
Tối ngày 2 tháng 6 năm 2023, ban nhạc Cá Hồi Hoang thông báo nhóm sẽ ngừng hoạt động. Tour diễn Chúng ta đều muốn một tour diễn ra ở nhiều thành phố trong cả nước như Hà Nội, Đà Nẵng, Huế, Cần Thơ trong tháng 6 và đầu tháng 7 sẽ kết thúc hành trình biểu diễn của nhóm sau 10 năm.

## Dấu ấn nghệ thuật
Kể khi được thành lập cho đến nay, Cá Hồi Hoang đã tạo được nhiều dấu ấn trong cộng đồng nhạc indie/ underground Việt và có một lượng khán giả khá đông đảo. Ban nhạc cũng được nhiều ấn phẩm về nhạc Việt đánh giá cao. Trong một bài viết đăng trên báo Thanh niên năm 2018, cây viết Thành Long đã tôn vinh Cá Hồi Hoang là "đại diện tiêu biểu của giới indie Sài thành" kèm theo lời bình: "Nhìn lại hành trình 5 năm hoạt động, khi nhắc đến tên gọi Cá Hồi Hoang, khán giả sẽ nhớ đến hình ảnh một nhóm nhạc trẻ với 4 chàng trai cá tính cùng hàng loạt ca khúc mang màu sắc độc đáo như "Cánh đồng", "Nơi bắt đầu", "Nhà 9A"... Dù không bật lên như Soobin Hoàng Sơn, Sơn Tùng M-TP... nhưng Cá Hồi Hoang vẫn chứng tỏ sức hút của mình bởi những show diễn thu hút hàng ngàn khán giả và số lượng album được tiêu thụ khi vừa ra mắt." Báo Lâm Đồng cũng dành lời khen cho những dấu ấn mà Cá Hồi Hoang tạo dựng được: "Với niềm đam mê âm nhạc, đặc biệt là dòng nhạc Indie - Underground... với những nỗ lực không mệt mỏi khi chọn một lối đi riêng trong âm nhạc, Cá Hồi Hoang đã trở thành cái tên được yêu thích đối với người nghe nhạc Indie - Underground tại Việt Nam." Cây bút Minh Trang từ báo Tuổi trẻ thì tán dương Cá Hồi Hoang bằng cách so sánh họ với nhóm Ngọt: "Nếu giới nghe nhạc indie Hà Nội từng say đắm với Ngọt, thì Cá Hồi Hoang là 'ngôi sao mới' trong lòng những người trẻ yêu nhạc indie Sài Gòn." Nếu như album Gấp được báo Tuổi trẻ ngợi ca là "Một thử nghiệm táo bạo nhưng cũng đầy kích thích đúng với 'tiêu chí' của những chàng trai trẻ này: không bao giờ ngưng tìm tòi sự mới mẻ trong âm nhạc của chính họ", thì tờ báo cũng ghi nhận sản phẩm Hiệu ứng trốn chạy của Cá Hồi Hoang đã "thực sự thay đổi cách nhìn nhận về alternative rock ở Việt Nam". Báo Phụ nữ nhận xét album Ngày ấy và sau này "có phần trầm lắng và nhiều suy tư hơn so với những album trước", song "việc sử dụng thuần alternative rock xuyên suốt album, chỉ trừ một track mang màu tự sự của ballad trong Lần thứ hai, khiến album thiếu đi điểm nhấn và khá chung chung".
Báo Thông tấn xã Giải phóng nhận xét về nhạc của Cá Hồi Hoang: "Âm nhạc của Cá Hồi Hoang mang dư vị tuổi trẻ của những chàng trai sống ở phương Nam nắng gió. Của niềm vui, nỗi buồn, đổi thay từng ngày trong lòng thành phố vội vã  buộc người ta phải vật lộn với những lựa chọn, đớn đau, vấp ngã. Của ký ức giản dị mà tươi đẹp." Báo Phụ nữ Việt Nam thì ca ngợi nhạc của Cá Hồi Hoang là "không toan tính", cụ thể cây viết Diễm Mi của tờ báo viết: "So với ngày đầu, thứ âm nhạc không toan tính của Cá Hồi Hoang đã đi được một quãng xa. Trên hành trình không được trải thảm đỏ ấy, những gã trai nhiều tâm sự vẫn luôn hồn nhiên rằng dù có điều gì xảy ra, hãy chọn sống theo cách vô tư nhất...Họ vẫn say mê sáng tác, say mê hát ngay cả trong những lúc mông lung nhất về hướng đi. Đương nhiên, dẫu không toan tính về vật chất và những giá trị cộng thêm, nhưng trong chính âm nhạc của Cá Hồi Hoang vẫn có sự trưởng thành theo từng giai đoạn. Đó là việc lắng nghe thị trường, ý thức làm nghề chuyên nghiệp hơn, tôn trọng bản thân và khán giả." Trong khi đó, tạp chí Đẹp lại đánh giá cao cách hoạt động chuyên nghiệp của ban nhạc đã góp phần phát triển thị trường nhạc Việt: "Tại một nền giải trí nơi các sản phẩm âm nhạc hầu như chỉ được nhận diện bằng MV, và nhiều nghệ sĩ đại diện cho thị trường gần như bỏ quên việc làm album, thì một ban nhạc mang tiếng là độc lập như Cá Hồi Hoang lại có cách thức phát hành chuyên nghiệp hơn tất cả: ra liên tiếp 4 album, đầu tư cho từng concept, dùng MV làm sản phẩm quảng bá và tổ chức tour diễn xuyên Việt. Nói cách khác, những gì Cá Hồi Hoang đã và đang làm mới là những hoạt động chính thống nhằm tạo nên sự vận hành cho thị trường âm nhạc." Tạp chí Billboard ấn bản Việt thì đưa ra bình luận khá giống với báo Tuổi trẻ: "Chưa bao giờ thị trường âm nhạc Việt Nam đón nhận làn sóng Indie mạnh mẽ như năm vừa qua. Những sân khấu chật kín khán giả, những nghệ sĩ chơi nhạc bằng sự đam mê mà chẳng màng tới việc đi theo công thức nào, hay cố gắng để chạy theo thị hiếu của số đông. Trong số đó, Cá Hồi Hoang nổi lên như một đại diện tiêu biểu nhất của giới Indie Sài thành."

## Thành tựu

### Giải thưởng
Tại lễ trao giải WeChoice Awards 2019, Cá Hồi Hoang đã được vinh danh ở hạng mục "Nghệ sĩ underground có hoạt động nổi bật". Trang web của giải thưởng viết lời bình: "Thành công ở năm 2019, lúc Rock Việt đang thoái trào, giữa thời những dòng nhạc khác đang thịnh hành và cũng là lúc khá nhiều nghệ sĩ khác cùng ra mắt sản phẩm, chứng tỏ tài năng và nỗ lực của Cá Hồi Hoang sau một thời gian dài. Trong hành trình ngược dòng ấy, Cá Hồi Hoang đã gắn kết nhiều trái tim cùng đồng cảm, đưa mọi người đến những không gian tuyệt vời, và 3 chàng trai có quyền tự hào khi họ không hề đơn độc."
| Năm  | Giải thưởng     | Các đề cử    | Hạng mục                                 | Kết quả   | Nguồn  |
| ---- | --------------- | ------------ | ---------------------------------------- | --------- | ------ |
| 2019 | WeChoice Awards | Cá Hồi Hoang | Nghệ sĩ underground có hoạt động nổi bật | Đoạt giải | [ 15 ] |

### Các danh hiệu khác
| Danh hiệu                                   | Tổ chức trao tặng | Nguồn |
| ------------------------------------------- | ----------------- | ----- |
| Đại diện tiêu biểu của giới indie Sài thành | Thanh niên        | [ 3 ] |

## Thành viên

### Đội hình cuối cùng
- Nguyễn Viết Thành (Thành Luke) – hát chính, sáng tác, multi-instrumental (2013–2023)
- Nguyễn Thanh Minh (Ming) – lead guitar, hát bè, thủ lĩnh (2013–2023)

### Cựu thành viên
- Lê Đặng Hiếu (Pome) – guitar, sáng tác (2014–2017; live session 2014–2015)
- Bùi Khắc Đạt (Leo) – bass, kỹ thuật phòng thu (2014–2023; live session 2014–2015)

### Live Session
- Võ Trần Nguyên Thanh (Gà Con) – trống (2016–2023)
- Thân Bảo Trân – guitar, hát bè (2022–2023)
- Tôn Thất Minh Nhật – bass (2013–2014)
- Bùi Đăng Khoa – trống (2015–2016)
- Phạm Ngọc Quang – trống (2013)

## Danh sách đĩa nhạc

### Album phòng thu
- Chương II (2014)
- Giấc mơ giấy (2016)
- Gấp (2017)
- Hiệu ứng trốn chạy (2019)
- Ngày ấy và sau này (2021)
- Chúng ta đều muốn một thứ (2023)

### Đĩa mở rộng (EP)
- Cánh Cửa Cuối Cùng (2015)
- Cócầnphảicólýkhông? (2018)

### Đĩa đơn/MVnổi bật
- "Cánh Cửa Cuối Cùng" (2015)[16]
- "Goodbye Summer" (2015)
- "Chợt Muốn Nghe" (2016)
- "Ngày Xa Lắm" (2016)[17]
- "Nhà 9A" (2016)[18]
- "Cánh Đồng" (2016)[19]
- "Biết Đâu" (2017)
- "Nơi Bắt Đầu" (2017)
- "Có Thể" (2018)[20]
- "Hết Mực" (2018)[21]
- "Lola" (2018)
- "Điền Vào Ô Trống (250)" (2018)[22]
- "Đảo Giữa Dòng Nước Lạnh" (2018)
- "4s" (2018)
- "Tầng Thượng 102" (2018)[23]
- "Beertalk" (2019)
- "5AM" (2019)[24]
- "Acid8" (2019)
- "Hiệu Ứng Trốn Chạy" (2019)[25]
- "Chờ (Điều Tốt Nhất)"[26]
- "Cuộc Đời Còn Bao Nhiêu Điều Mình Sẽ Mãi Chưa Làm?"
- "Một Màu"
- "Cứ Để Ngày Mai"
- "Lần Thứ Hai"
- "Phòng Trống"
- "Ngày Ấy Và Sau Này"
- "Tự Do"
- "Một Đời"
- "Vậy Thì"
- "Đến Hết Hôm Nay"
- "Công Thức Tốt Bụng"
- "Không Điều Kiện"